# Топоровцы (Ивано-Франковская область)
Топоровцы (укр. Топорівці) — село в Городенковской городской общине Коломыйского района Ивано-Франковской области Украины. Население по переписи 2001 года составляло 2018 человек. Занимает площадь 14,548 км². Почтовый индекс — 78162. Телефонный код — 03430. Уроженцем села был Игнат Стефанов, военный деятель УНР, в честь которого названа одна из улиц.

## Галерея

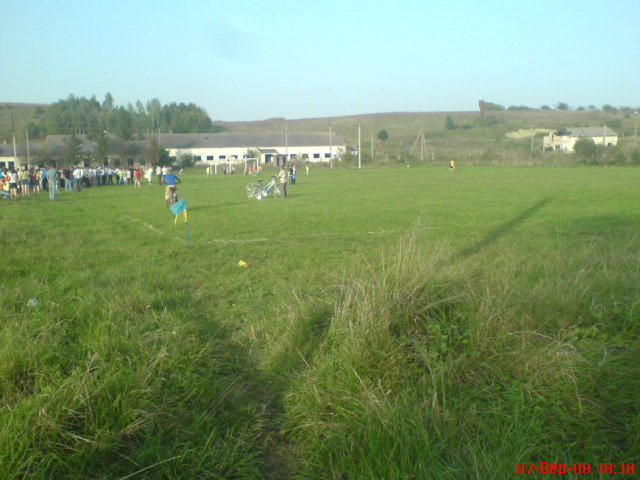
Футбольный стадион в Топоровцов
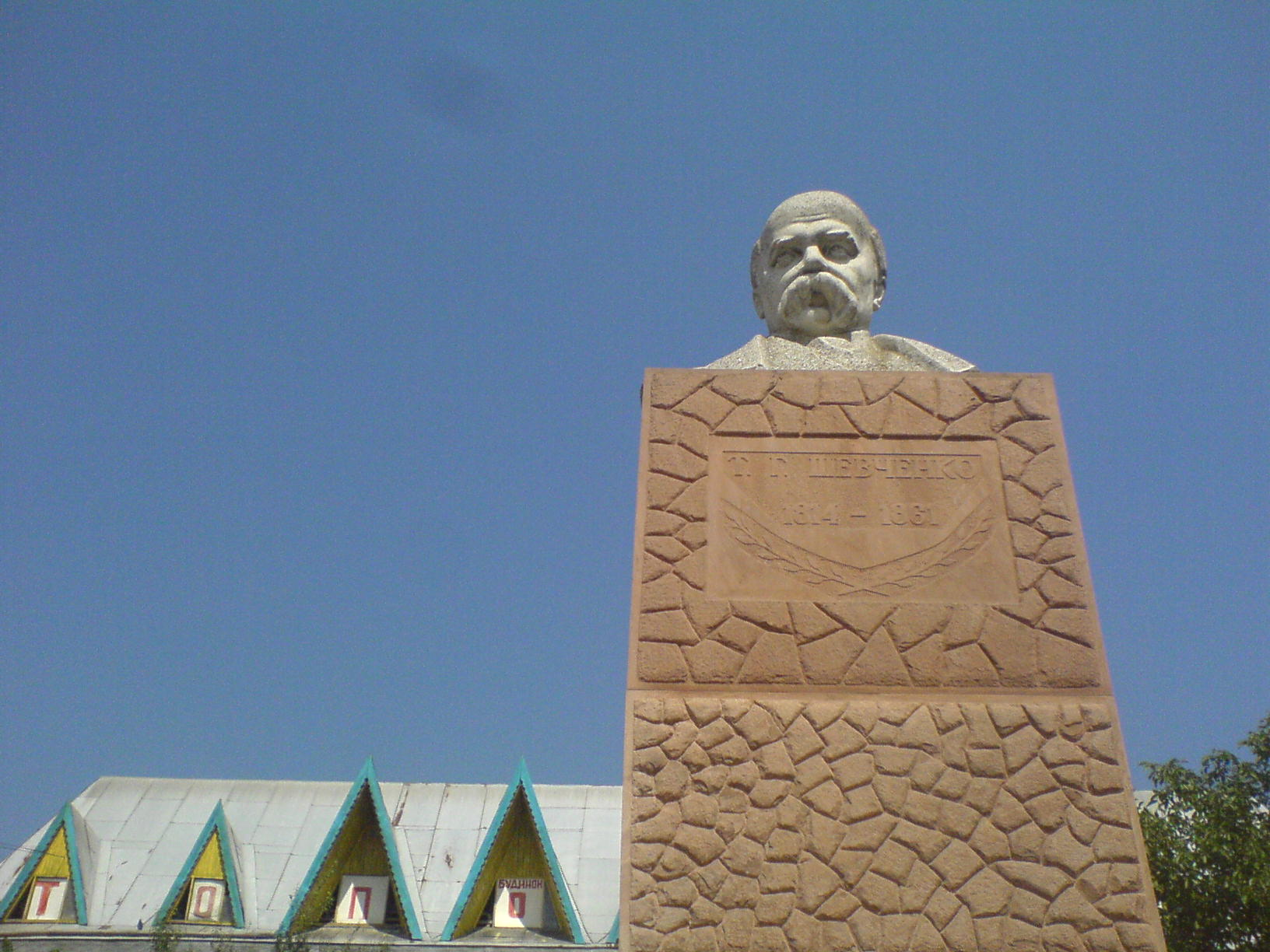
Памятник Т.С. Шевченко
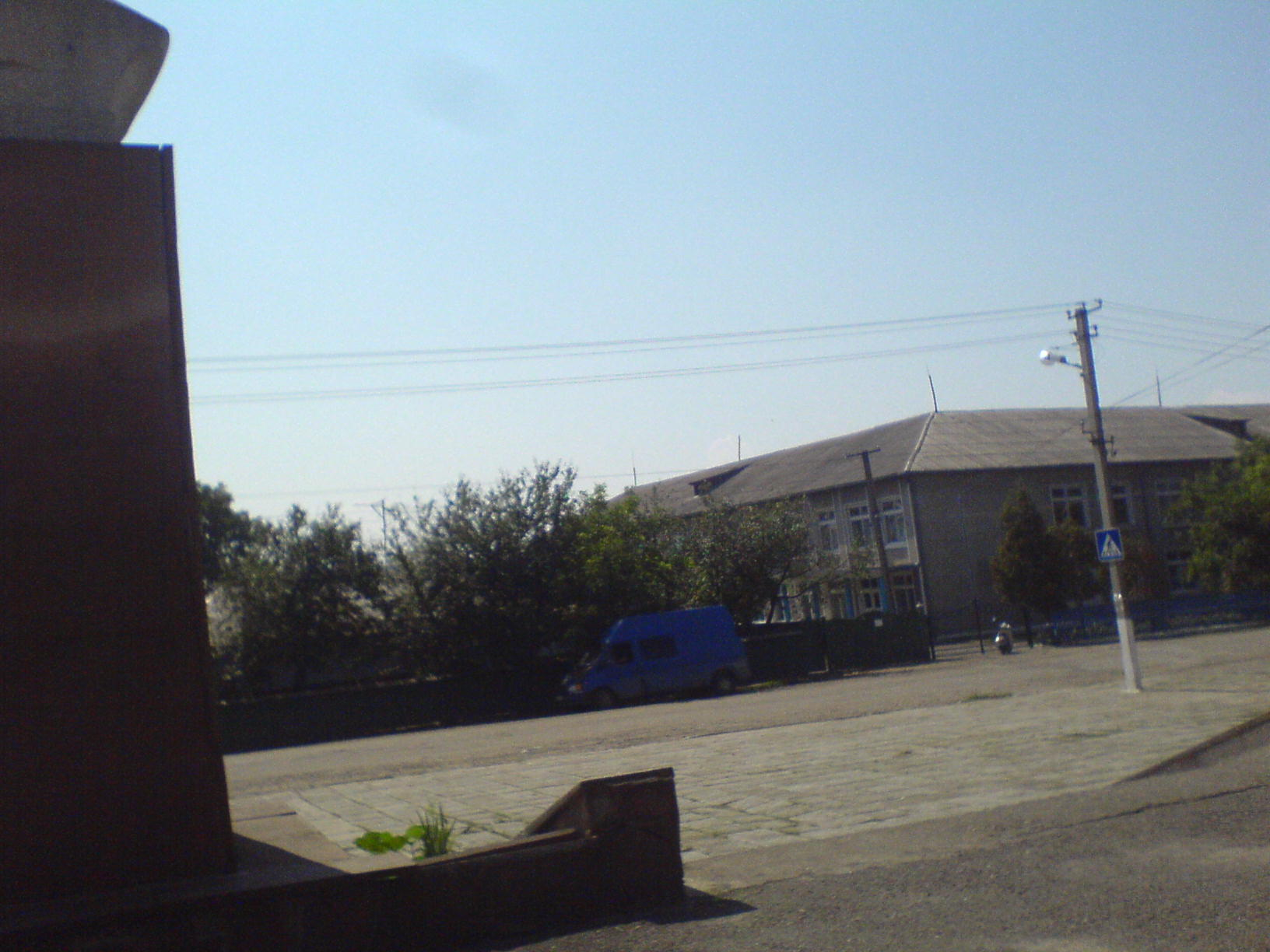
Школа